# Daniel Hawkins
Daniel Francis Hawkins (Chertsey, 12 dicembre 1976) è un chitarrista inglese e membro del gruppo glam rock The Darkness.

## Biografia
Daniel Francis Hawkins nasce nel 1976 a Chertsey. Successivamente si trasferisce a Lowestoft, dove cresce insieme a suo fratello Justin, sua sorella Suzie e i loro genitori, Harry e Sandy.
Impara a suonare la chitarra molto giovane ed ottiene buoni risultati subito.
Dan è da sempre una amante delle Gibson Les Paul di cui ha svariate standard tra cui 2 Jimmy Page Signature e una Classic Goldtop. Oltre alle Les Paul possiede una Gretsch Pro Jet Elliot Easton Signature e una Malcolm Young II.
La sua prima Gibson Les Paul e chitarra preferita è una Standard Honeyburst che lui ha chiamato Dune.
A sedici anni decide di recarsi a Londra per tentare la fortuna insieme all'amico Frankie Poullain. Dopo un paio di anni, li raggiungono anche suo fratello Justin e Ed Graham, un altro amico d'infanzia.
I quattro ragazzi formano così la loro prima band rock: gli Empire. Il gruppo, però, si scioglie dopo poco tempo e tutti i componenti ritornano alle rispettive case.
Una sera i due fratelli si ritrovano al pub della zia per una serata tranquilla, quando Justin si cimenta in una riuscitissima imitazione di Freddie Mercury, mostrando così le sue particolari doti canore.
Scoperto il talento del fratello, Dan decide di riprovarci. Insieme agli ex componenti degli Empire dà vita ad un nuovo gruppo: i The Darkness, che inizialmente si esibisce esclusivamente nei pub, il sabato sera.
Cominciano a farsi notare soprattutto grazie alle loro tute attillate, alla presenza scenica di Justin e al loro essere sopra le righe. Il successo arriva nel 2003 con il primo singolo: I Believe in a Thing Called Love.
Presto arriva anche l'album intitolato Permission to Land, che porta fama, premi e riconoscimenti, raggiungendo la prima posizione delle classifiche e vendendo, solo in Gran Bretagna, più di tre milioni e mezzo di dischi.
Dan viene riconosciuto come un grande chitarrista pieno di talento.
Durante la creazione del secondo album, fra i componenti del gruppo nascono alcuni dissensi musicali, soprattutto tra Justin (voce) e Frankie Poullain (basso). Si pensava perfino che la band non sarebbe riuscita ad incidere l'album richiesto.
Dan interviene in molte occasioni a calmare gli animi, ma nonostante il suo impegno il 23 maggio 2005 Frankie lascia il gruppo. Verrà sostituito da Richie Edwards.
Durante l'estate i The Darkness sono impegnati in molte esibizioni live.
Il secondo album (One Way Ticket to Hell...And Back) risulta quasi un flop in confronto al primo. Justin, che già da un paio di anni faceva uso di droghe pesanti e di alcool, diviene depresso e, dopo aver trascorso del tempo in un centro di disintossicazione, decide di abbandonare il gruppo.
Dan tenta di convincere il fratello a riunirsi a loro, ma sarà tutto inutile.
Nonostante lo sconforto, Dan decide di non sciogliere i The Darkness e portare Richie Edwards alla voce.
Dan è in seguito divenuto il chitarrista solista degli Stone Gods, i quali insieme al nuovo bassista Toby Macfarlaine, Richie Edwards alla voce e chitarra e Ed Graham alla batteria (sostituito per motivi di salute il 6 ottobre da Robin Goodridge, ex Bush) hanno pubblicato l'EP Burn the Witch, in edizione limitata che ha fatto il "tutto esaurito" il giorno stesso della sua uscita, e successivamente un album chiamato Silver Spoons & Broken Bones valutato molto positivamente dalla critica.
Nel 2011 è però avvenuta l'ufficiale reunion dei The Darkness, con il ritorno di Justin Hawkins e Frankie Poullain e la successiva pubblicazione del nuovo album "Hot Cakes".

## Discografia
- 2003 - Permission to Land
- 2005 - One Way Ticket to Hell...And Back
- 2008 - Silver Spoons & Broken Bones
- 2011 - Hot Cakes
- 2015 - Last of Our Kind
- 2017 - Pinewood Smile